# Assistant technique en pharmacie
 (janvier 2023).
Si vous disposez d'ouvrages ou d'articles de référence ou si vous connaissez des sites web de qualité traitant du thème abordé ici, merci de compléter l'article en donnant les références utiles à sa vérifiabilité et en les liant à la section « Notes et références ».
Pour les articles homonymes, voir ATP.
L'assistant technique en pharmacie, est un membre de l'équipe de la pharmacie au Canada. Il peut travailler en maison de retraite, en milieu hospitalier, en milieu communautaire (officine), et en industrie (compagnie pharmaceutique).
Il est chargé, de préparer et délivrer les médicaments ainsi que de s'assurer du bon fonctionnement du laboratoire, du respect de la chaîne de travail et de l'aspect facturation et réclamation des médicaments. Il aura parfois aussi un rôle à jouer au niveau des médicaments en vente libre. Diverses responsabilités peuvent lui être accordé, tel que responsabilité des commandes de médicaments et autres matériels nécessaire au travail, organisation de journée santé ou d'évènements de promotions en pharmacie, divers comité au niveau hospitalier, participation à des projets spéciaux, recherches, etc. Il travaille en étroite collaboration avec le pharmacien et le produit fini sera validé par celui-ci.
Sa formation n'est pas obligatoire pour travailler en officine, mais le diplôme d'assistance technique en pharmacie est exigé pour travailler en milieu hospitalier. La formation consiste en un diplôme d'études professionnelles d'une durée approximative d'une année.
Au Québec en 2013, le salaire moyen en officine (pharmacie communautaire) varie entre 12$/h à 19$/h. En milieu hospitalier, il varie entre 16$/h et 22$/h .
En Belgique, on parle aussi d'assistant technique en pharmacie. Le diplôme est obligatoire pour travailler en officine et en hôpital. 
La formation est en deux ans en technique de qualification. Une troisième année a vu le jour dans certaines écoles du secondaire afin de mieux former les étudiants au milieu hospitalier mais elle n'est pas encore officialisée.